# Combate de Agüi
El Combate de Agüi o Ahui fue un enfrentamiento bélico de la Patria Nueva chilena desarrollado entre fuerzas realistas y patriotas en la Isla Grande de Chiloé el 18 de febrero de 1820.

## Antecedentes
Luego de la Toma de Valdivia, las fuerzas chilenas, aún entusiasmadas con la histórica victoria, dispusieron su marcha al sur con el fin último de derrotar definitivamente a los españoles que aún dominaban Chiloé y cuya permanencia allí se consideraba una amenaza a la independencia de la nueva república.
La flota chilena, que zarpó el 13 de febrero, era encabezada por el almirante Thomas Cochrane, en compañía del mayor Guillermo Miller y una reducida fuerza de solo 160 hombres ya que el resto se había quedado en Valdivia al mando de Jorge Beauchef. Esto debido al temor de que las fuerzas realistas que aún se encontraban en los alrededores de Valdivia que eran numéricamente superiores a las patriotas podrían lanzar un contraataque para recuperar la plaza.
Los buques que transportaban a estas fuerzas se componían la goleta "Montezuma" y la capturada "Dolores", las que no fueron dotadas de artillería. La fragata "O'Higgins" no participaría en esta expedición debido a que estaba en reparaciones por las condiciones en las que se encontraba.
Cochrane a pesar de estas desventajas y la peligrosidad de la misión, confiaba en que el supuesto descontento que existía en contra de la figura del gobernador Antonio Quintanilla permitiría una insurrección de sus propios hombres. Estos eran soldados de línea y milicianos y alcanzaban alrededor de un millar.

## Movimientos previos
El 17 temprano las naves llegaron a la Punta Huechucuicuy, en la boca occidental del canal de Chacao, tras lo cual se alistaron a descender en la Playa de Chaumán. Pero al acercarse a tierra para desembarcar divisaron que la costa estaba defendida por un cañón, tropas de infantería y caballería por lo se despachó una lancha armada que inició disparos a las posiciones realistas. Estos al ver el ataque se replegaron.
Inmediatamente el mayor Guillermo Miller desembarco con su columna con lo cual empezó una larga marcha con bastante dificultad por el terreno y por la llegada de la oscuridad de la noche. Al amanecer los patriotas lograron encontrar el camino y se apoderaron de una batería (Guapacho) y del fuerte de la Corona ante la retirada de sus contrincantes. 
Tras ello, la decisión de Quintanilla fue reagruparse y resistir en el Castillo San Miguel de Agüi, el más importante fuerte del sistema que defendía a San Carlos de Chiloé, la actual Ancud. Esta fortaleza, construida en el año 1779, se localizaba en una de las puntas de la península Lacuy, a unos 39 km de Ancud por tierra y a unas 2 millas por mar. Protegía el ingreso por el oeste del Canal de Chacao y contaba con once cañones, un polvorín, un calabozo y un foso.
Quintanilla había despachado de San Carlos una compañía de infantería a cargo del comandante Saturnino García para reforzar la fortaleza que ya contaba con 300 soldados y también despacho una lancha de dos cañones que fue colocada al costado del promontorio, desde donde podía batir desde el flanco a las fuerzas patriotas que intentarán escalarlo.

## El combate
Cuando llegó el comandante Saturnino García al castillo ya Guillermo Miller había comprometido la acción. Animada por su ejemplo una partida de 60 hombres atacó la fortaleza con una singular intrepidez: pero las primeras descargas de metralla del fuerte imposibilitado a Miller y a 38 de los suyos para llevar adelante el asalto. 
El capitán Francisco Eréscano, que asumió el mando reunió una nueva columna, y marchó contra el castillo; pero los fuegos de cañón y de fusilería le impidieron avanzar por el estrecho y quebrado sendero que tenía que seguir. Para mayor desgracia de los patriotas, la lancha cañonera que había despachado Quintanilla de San Carlos, se acercaba entonces a la costa para romper sus fuegos contra el flanco de los asaltantes.
Desde entonces la columna patriota tuvo que retroceder. El capitán Eréscano ejecutó aquel movimiento en buen orden, llevando consigo a los heridos, y tomando todas las precauciones necesarias para no ser batido en su retirada por la guarnición del castillo que acababa de engrosarse con las tropas de García. Al ejecutar este movimiento, sin embargo, las fuerzas de Miller mandabas por Eréscano y el subteniente Vidal, rechazaron tres veces los ataques del enemigo, y, después de infinitas fatigas, siguieron su marcha por la playa de Huechucucuy, y llegaron a la ensenada donde estaban anclados los dos buques de Cochrane. 
En aquel momento el enemigo había desistido de todo propósito de persecución, sin duda por la posibilidad de ser envuelto por mayores fuerzas.

## Consecuencias
El ataque de Agüi costaba a los patriotas más de 20 muertos y otros tantos heridos: el mayor Miller, entre estos había recibido tres balazos que lo imposibilitado no sólo para seguir dirigiendo del ataque, sino para marchar por sí mismo. Los soldados de su mando se afanaron en prodigarle la ayuda necesaria cargándolo hasta llegar al embarcadero. Por otra parte otra columna que también había marchado hacia el fuerte no entró en combate al perder el rumbo durante la noche, por lo que no pudieron auxiliar a Miller. Estos volverían de igual modo a las embarcaciones al amanecer.
El fracaso en parte se había producido debido a que Quintanilla ya tenía conocimiento de la cercanía de los patriotas, pues se había logrado enterarse de la caída de Valdivia por un informante venido por tierra, por lo que esté había tomado las precauciones del caso con los medios que le aportaba la isla. También otro de los motivos por el que fallo el ataque era que el supuesto descontento que existía en la isla no era del todo cierto puesto que si bien en un principio se produjo, la buena gobernación de Antonio Quintanilla había logrado resolver todos los problemas que había en Chiloé con los recursos que contaba y los que le habían llegado de ayuda desde el Perú. 
Después de este ataque, el almirante Thomas Cochrane viendo inútil dar en el archipiélago un golpe de mano tan feliz como aquel que lo hizo dueño de Valdivia. Sus tropas, diminutas en su número, después de haber sufrido tan duro revés quedaron completamente inutilizadas para emprender un nuevo ataque. En esta virtud, reembarcó a todos sus soldados en el mismo día 18, hizo transportar cuidadosamente a sus heridos, y en la tarde se hizo a la vela con dirección a Valdivia llegando el día 20 del mismo mes.
Aquí encontró noticias muy favorables que indemnizaban con usura el descalabro sufrido en Chiloé. Las fuerzas patriotas que dejó en aquella provincia al mando del comandante Jorge Beauchef habían logrado apoderarse de más poblados al sur obligando a las desacertadas fuerzas realistas a huir hacia Carelmapu para ponerse bajo la protección de Quintanilla. Esté criticando la actitud de los oficiales de esas tropas, le coloco nuevos jefes y reordeno a las tropas, con la cual animado por el triunfo logrado en Agüi, le ordenó a estas fuerzas que destruyeran las disminuidas fuerzas patriotas y que recuperaran los territorios perdidos.
Pero estas fuerzas al mando del teniente coronel Gaspar Fernández de Bobadilla fueron rotundamente derrotadas en la hacienda de El Toro por los patriotas perdiendo definitivamente toda oportunidad de recuperar la región. Desde entonces, el territorio dominado por los independientes de Chile se extendía hasta la ribera norte del Río Maullín.